# Heliophanus tristis
Heliophanus tristis är en spindelart som beskrevs av Wesolowska 2003. Heliophanus tristis ingår i släktet Heliophanus och familjen hoppspindlar. Inga underarter finns listade i Catalogue of Life.